# أبنر هاينز
أبنر هاينز (بالإنجليزية: Abner Haynes)‏ هو لاعب كرة قدم أمريكية أمريكي، ولد في 19 سبتمبر 1937 في دينتون في الولايات المتحدة.

## وصلات خارجية
- أبنر هاينز على موقع مرجع كرة القدم المحترفة.كوم (الإنجليزية)
- أبنر هاينز على موقع إن إن دي بي (الإنجليزية)